# Daniyal Mirza
Daniyal Mirza (in persiano دانیال میرزا‎; Ajmer, 11 settembre 1572 – Burhanpur, 19 marzo 1605) è stato un principe e poeta indiano, figlio più giovane di Akbar, terzo imperatore Moghul.
Sebbene fosse il figlio minore, nato da una concubina piuttosto che da una consorte, Daniyal era noto come il figlio favorito di Akbar. Daniyal era noto come un buon generale e un raffinato poeta, che componeva in urdu, persiano e hindi. Durante la sua vita, fu considerato un forte candidato al trono in alternativa all'erede presunto Jahangir, primogenito di Akbar e nato dalla sua consorte principale, ma la sua morte prematura, alcuni mesi prima di quella del padre, eliminò questa possibilità, lasciando Jahangir come unico erede.

## Madre
La madre naturale di Daniyal non viene mai citata per nome nelle cronache Moghul e le uniche informazioni su di lei sono il fatto che era una concubina che morì nel 1596. La mancanza di informazioni dipende probabilmente dal suo basso status e dal fatto che Daniyal le fu tolto alla nascita per essere affidato all'imperatrice Mariam-uz-Zamani, la consorte principale di Akbar e madre del suo erede, Jahangir. Alcuni storici hanno ipotizzato che l'affidamento di Daniyal possa indicare che la sua madre naturale era in qualche modo imparentata con Mariam, che era per nascita una principessa Rajput.
Un'altra teoria, formulata nel 1611 dall'orientalista William Finch, vede come madre di Daniyal la concubina Anarkali, una figura semi leggendaria che, secondo la tradizione, era una favorita di Akbar e fu da lui sepolta viva quando scoprì che questa aveva una relazione proibita con suo figlio Jahangir. Tuttavia, la veridicità dell'esistenza stessa di Anarkali è dubbia, con diversi storici che credono che la tomba a lei dedicata sia in realtà quella di Sahib Jamal, una delle molti consorti di Jahangir, e che l'equivoco deriva dal fatto che un tempo, vicino al mausoleo, sorgeva un boschetto di melograni, e ciò fu arbitrariamente interpretato come un riferimento ad Anarkali, il cui nome significa "fiore di melograno".

## Biografia

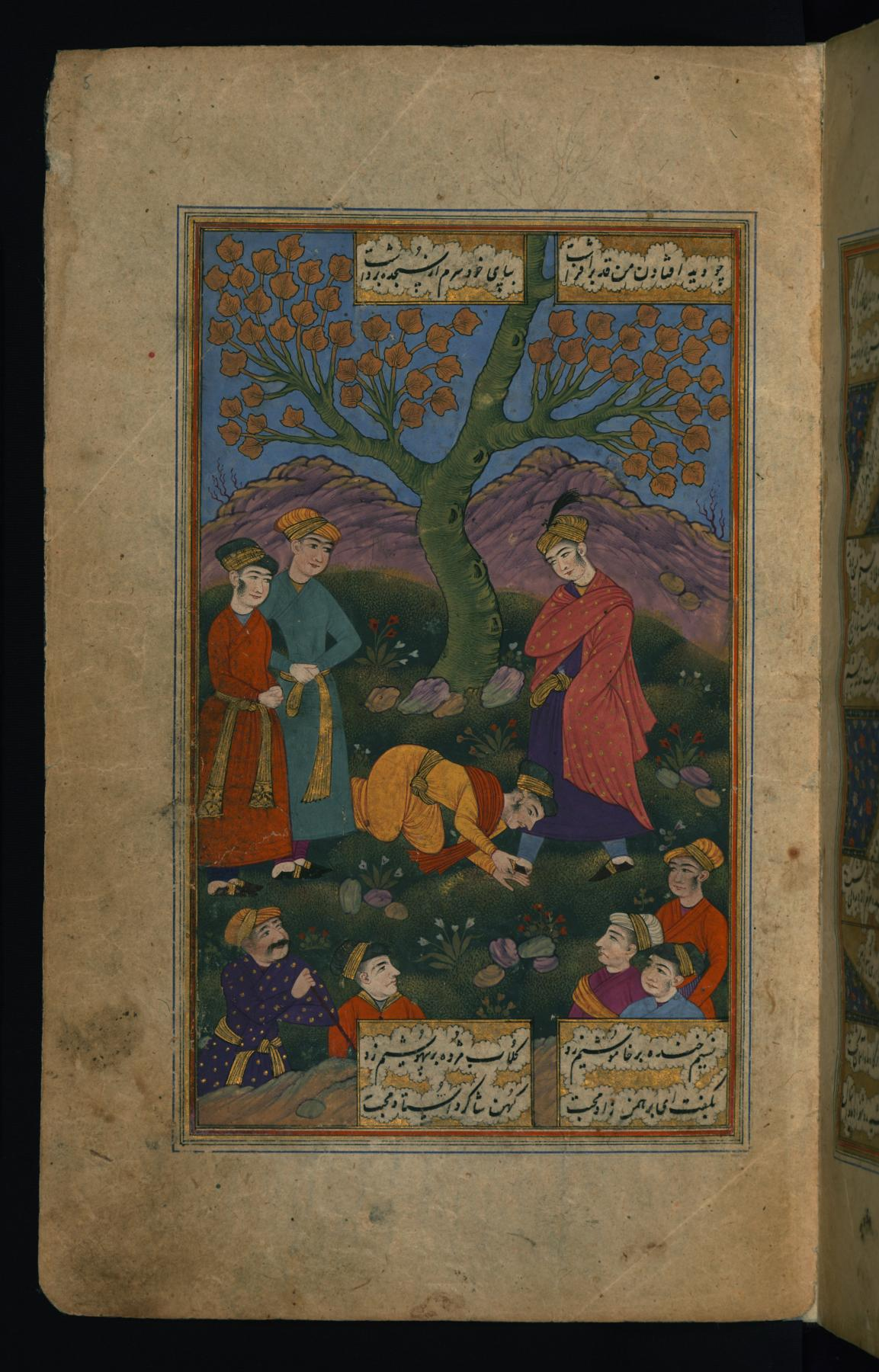
Il poeta persiano Naw'i Khabushani si prostra davanti al principe Daniyal

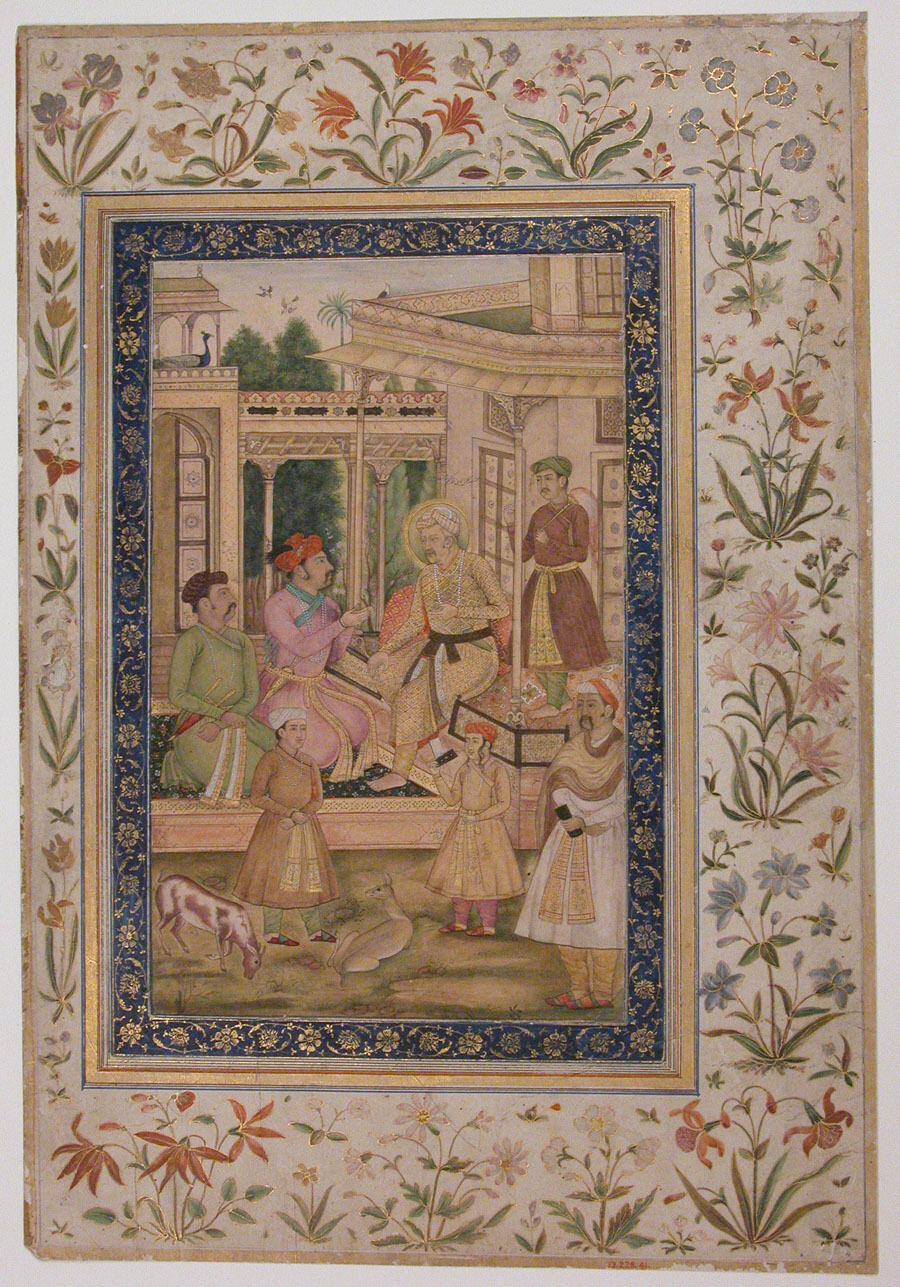
Daniyal e Jahangir rendono omaggio al loro padre Akbar

Daniyal Mirza nacque l'11 settembre 1572 ad Ajmer, nella casa del santone Shaikh Daniyal, in onore del quale venne chiamato. Ultimo figlio dell'imperatore Moghul Akbar, fin dalla nascita per suo ordine venne tolto alla madre naturale e affidato all'imperatrice Mariam-uz-Zamani, già madre del primogenito di Akbar, Salim Jahangir. Al momento della sua nascita, suo padre si trovava nel Gujarat, dov'era impegnato in una delle sue campagne militari, e incontrò il bambino solo il 13 maggio 1573.
Nel 1577, Akbar creò il sistema mansab e attribuì a Daniyal e ai suoi fratellastri maggiori, Salim e Murad, uomini e rendite proprie perché iniziassero il loro addestramento reale. Inizialmente Daniyal fu messo a capo di 6.000 uomini, ma questi erano saliti a 7.000 nel 1584.
Essendo cresciuti fianco a fianco, Salim, che in seguito divenne l'imperatore Jahangir, aveva con Daniyal un buon rapporto, descrivendolo nelle sue memorie di aspetto e modi gradevoli, appassionato di cavalli ed elefanti e con un certo talento musicale e nella poesia.
Nel 1597, Akbar iniziò ad affidare ai figli incarichi governativi. Daniyal fu inviato ad Allahabad, dove inizialmente si fece una brutta reputazione associandosi a delinquenti e truffatori e disinteressandosi del governo, ma quando la sua condotta venne riferita a suo padre da Qulij Khan Andijani, di cui aveva sposato la figlia, Daniyal si risolse a dedicarsi con maggior impegno al suo dovere di governatore.
Nel 1593, Daniyal prese parte alla campagna paterna nel Deccan, contro Burhan Nizam Shah II, sultano di Ahmadnagar. Daniyal fu messo a capo di un esercito di 70.000 uomini, affiancato da Abdul Rahim e Raja Rai Singh di Bikaner. L'esercito avrebbe dovuto lasciare Lahore a novembre, ma quando, un mese dopo, ancora non si era mosso, Akbar rimosse il figlio dal comando per sostituirlo con Abdul Rahim, il quale tuttavia appoggiò la proposta del principe di aspettare una stagione più favorevole per muoversi. La campagna riprese, sotto forma di guerriglia, nel 1595, quando il sultano morì e sul trono salì un bambino, Bahadur Nizam Shah, sotto la reggenza della prozia Chand Bibi. La tensione si trascinò fin al 1599, quando morì Murad Mirza, secondo dei tre figli di Akbar. A quel punto Daniyal ereditò anche i suoi eserciti e territori e Akbar decise di riprendere i suoi progetti di una guerra totale nel Deccan.
Nel gennaio 1600 Daniyal radunò le sue truppe a Burhanpur, dove tuttavia il sovrano locale, Bahadur Faruqi, rifiutò di accoglierlo. Daniyal avrebbe voluto affrontarlo, ma Akbar gli ordinò di proseguire fino a Ahmadnagar, che raggiunse senza problemi malgrado l'occupazione del passo Jaipur da parte di Abhang Khan, ufficiale di Chand Bibi. La città resistette all'assedio per molti mesi, ma alla fine la regina si arrese in cambio della salvezza per lei, il nipote e il resto della popolazione, promettendo di ritirarsi a Junnar. In risposta, Chand Bibi fu dichiarata traditrice dai suoi stessi ufficiali, guidati da Hamid Khan, e le rivoltarono contro la popolazione, che prese d'assalto i suoi appartamenti e la fece a pezzi. Approfittando del caos, il 18 agosto 1600 Daniyal ordinò di bombardare le mura e prese la città.
Il 7 marzo 1601, Daniyal fu ricevuto dal padre come generale vittorioso. In suo onore, il Khandesh venne rinominato "Dandesh", e il principe venne nominato viceré di Deccan, con autorità sui territori di Khandesh e Berar e capitale a Burhanpur.
Dopo la conquista del Deccan, quel che restava del sultanato di Ahmadnagar si organizzò intorno a due leader in contrasto fra loro, Malik Ambar e Raju di Deccan. Sfruttando l'attrito fra loro, che impediva di coalizzarsi e massimizzare le risorse, anche Daniyal divise il suo esercito in due: il primo, guidato da lui, affrontò Raju fra Berar e Telangana, mentre il secondo, guidato da Abdulrrahim, affrontò Ambar a Ahmadnagar. Nel 1602, a Telangana,  Ambar fu sconfitto e obbligato ad accettare a pace alle condizioni imposte dai Moghul. Da parte sua, Daniyal siglò una pari pace con Raju, ma questa non fu mai rispettata, dal momento che le truppe di Raju ricorsero invece alla guerriglia per frenare l'avanzata Moghul.
Daniyal Mirza morì nel mezzo di tale guerriglia, il 19 marzo 1605, a Burhanpur. La causa fu il delirium tremens, originato dalla sua dipendenza dall'alcool, che ne aveva minato gravemente la salute già da diversi mesi Aveva trentadue anni. Sette mesi dopo, anche suo padre Akbar morì, lasciando il trono al suo ultimo figlio vivente, Salim Jahangir.

## Famiglia

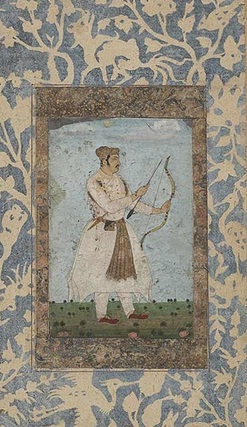
Daniyal Mirza durante il suo mandato nel Deccan

### Consorti
Daniyal Mirza ebbe sette consorti:
- Figlia del sultano Khwajah. Si sposarono il 10 giugno 1588, nel palazzo di Hamida Banu Begum, nonna di Daniyal;
- Figlia di Qulij Khan Andijani (morta a Gwalior, 12 settembre 1599). Si sposarono il 27 ottobre 1593.
- Jana Begum (morta nel 1604). Figlia di Abdurrahim Khan-i Khanan e nipote di Bairam Khan. Si sposarono nel 1594 e fu la consorte favorita di Daniyal, che soffrì immensamente la sua morte. Jana era rinomata come una letterata e una studiosa e fu la prima donna nota a scrivere un commento del Corano;
- Figlia di Rai Mal. Nipote di Rao Maldeo, sovrano di Jodhpur, si sposarono il 12 ottobre 1595;
- Figlia di Raja Dalpat Ujjainiya. Si sposarono nel 1599, quando Daniyal marciò contro il ribelle Dalpat e lo obbligò alla sottomissione. In seguito, Dalpat fu comunque giustiziato da Salim Jahangir per rappresaglia, a causa della morte di un suo ufficiale;
- Sesta consorte ignota, madre di tre figli;
- Sultan Begum. Figlia di Ibrahim Adil Shah II, sovrano di Bijapur. I due furono promessi il 19 marzo 1600 e il matrimonio si tenne il 30 giugno 1604, a Burhanpur.

### Figli
Daniyal Mirza aveva almeno cinque figli:
- Figlio (nato il 27 luglio 1597, morto infante) - con la figlia di Andijani;
- Figlio (nato il 15 febbraio 1602, morto infante) - con Jana Begum;
- Tahmuras Mirza (morto il 2 febbraio 1628) - con la sesta consorte. Sposò sua cugina Bahar Banu Begum, figlia di Jahangir. Fu poi giustiziato da Shah Jahan, fratello di Bahar e imperatore dopo il padre. Insieme a lui morirono suo fratello Hustang e Shahryar, Dawar Bakhsh e Garshasp, rispettivamente fratello e nipoti di Shah Jahan[33][34];
- Baisungar Mirza (gennaio/febbraio 1604 - 1628?) - con la sesta consorte. Al momento della successione, sostenne Shahryar, di cui fu Ispahsalar, contro Shah Jahan, ciononostante non è elencato fra coloro che furono giustiziati quando quest'ultimo prese il trono né d'altra parte è citato in fonti successive, il suo destino resta quindi ignoto, anche se è possibile che morì durante la battaglia del Ravi, a gennaio 1628, che decretò la sconfitta e la cattura di Shahryar e dei suoi sostenitori;
- Hushang Mirza (marzo 1604 - 2 febbraio 1628) - con la figlia di Ujjainiya. Insieme a suo fratello, morì giustiziato per ordine di Shah Jahan[33][34];

### Figlie
Daniyal Mirza aveva almeno cinque figlie:
- Figlia (nata il 26 maggio 1590 - prima del 1606) - con la figlia di Khwajah;
- Saadat Banu Begum (nata il 24 marzo 1592) - con la figlia di Khwajah. A partire dal 1606 crebbe alla corte dello zio Jahangir;
- Bulaqi Begum - con la figlia di Andijani. A partire dal 1606 crebbe alla corte dello zio Jahangir e infine sposò suo cugino Wali Mirza, figlio di Bakhtunnissa Begum;
- Mahi Banu Begum (nata prima del 1604) - con la figlia di Ujjainiya. A partire dal 1606 crebbe alla corte dello zio Jahangir;
- Burhani Begum - con la sesta consorte. A partire dal 1606 crebbe alla corte dello zio Jahangir.